# Julio Gallo
Julio Gallo (Oakland, 21 de Março de 1910 – Tracy, 2 de Maio de 1993) foi um vitivinicultor norte-americano, cofundador com o seu irmão, Ernest Gallo, da E & J Gallo Winery, actualmente com o nome Gallo Family Vineyards.
Ambos tinham um irmão mais novo Joseph Gallo, com quem tiveram uma batalha legal durante a década de 1980, relacionada com o direito de usar o nome Gallo nas respectivas empresas, de que os primeiros saíram vitoriosos.
Foi casado com Aileen (1913-1999).